# Oese (Hemer)
Oese ist als ein Teil der ehemals selbstständigen Gemeinde Becke seit der kommunalen Neuordnung vom 1. Januar 1975 ein Ortsteil der Stadt Hemer in Nordrhein-Westfalen. Die Ortschaft liegt am gleichnamigen Bach Oese.
Durch die Ortschaft führt die Bundesstraße 7. Oese grenzt an die Ortsteile Edelburg im Norden, die Stadt Menden im Osten, der Urbecke im Süden sowie Höcklingsen und Mesterscheid im Westen.
In Oese liegen zwei Kalksteinbrüche und ein Gewerbegebiet. Das größte Unternehmen mit Sitz in Oese ist Keuco, ein Hersteller von Badausstattung.